# Crenidens crenidens
Crenidens crenidens är en fiskart som först beskrevs av Forsskål, 1775.  Crenidens crenidens ingår i släktet Crenidens och familjen havsrudefiskar. Inga underarter finns listade i Catalogue of Life.